# Radio Netherlands Worldwide
Radio Netherlands Worldwide (RNW; nederländska: Radio Nederland Wereldomroep) var en publik radio- och TV-kanal som hade sin bas i Hilversum vilken producerade och sände program riktade mot en internationell publik utanför Nederländerna. Radio Netherlands Worldwide använde internet och e-post som distributionskanaler så tidigt som 1992.
Kanalens nederländska sändningar upphörde den 10 maj 2012. Sändningarna på engelska och indonesiska upphörde kort därefter, den 29 juni 2012 till följd av stora besparingar från den nederländska regeringens sida. Det sista programmet som sändes på kortvåg var ett dagligt, en halvtimme långt program, på spanska som sändes i Kuba vid namn El Toque (Facklan) 1 augusti 2014.
Till följd av direktiv från regeringen 2013 riktades organisationens arbete om mot att främja yttrandefrihet. 2017 omdirigerade utrikesministeriet organisationens uppdrag, halverade dess budget och sade upp 70 % av personalen. Nu arbetar RNW med att bygga digitala gemenskaper för social förändring.